# العودة إلى الوطن (رواية)
العودة إلى الوطن هي رواية من أدب الأطفال، من تأليف كي. إم. بيتون. نُشرت لأول مرة عام 1982م.

## ملخص الرواية
تقع أحداث الكتاب في الزمن الحاضر، وتبدأ في لندن، لكن معظم القصة تدور في نرمندية، فرنسا. تحكي الرواية قصة ميلي وميكي، وهما طفلان ينتميان إلى أسرة تعاني من مشاكل. فقد تخلّى والدهما عن العائلة، بينما أُدخلت والدتهما إلى المستشفى. لا توضّح الرواية سبب دخول الأم إلى المستشفى بشكل مباشر، غير أن سياق الأحداث يوحي بأنها مصابة باضطراب اكتئابي.
يصطحب عمّ الأطفال وزوجته الطفلين في عطلة على متن قارب ضيّق إلى فرنسا. لكن الطفلين سرعان ما يقرّران أنهما لا يحبان تلك الرحلة، فيتخذان قرارًا بالعودة إلى إنجلترا بمفردهما. تسرد الرواية تفاصيل رحلتهما في طريق العودة إلى الوطن، حيث يعتمدان على مبادرتهما الشخصية، ويستخدمان كل ما يتاح لهما من موارد.